# 諾爾斯克羅斯羅茲 (特拉華州)
諾爾斯克羅斯羅茲（英語：Knowles Crossroads）是位於美國特拉華州蘇塞克斯縣的一個非建制地區。該地的面積和人口皆未知。

## 地理
諾爾斯克羅斯羅茲的座標為38°39′13″N 75°27′07″W / 38.65361°N 75.45194°W，而該地的平均海拔高度為14米（即46英尺）。